# Diego Fabián Barreto
Diego Fabián Barreto Lara (n. Asunción, Paraguay; 31 de mayo de 1993), es un futbolista paraguayo. Juega como mediocampista.

## Trayectoria
Nacido en Asunción, capital de Paraguay, Diego Fabián se destacó jugando por las categorías básicas de Cerro Porteño (Sub-13 a Sub-15) y las selecciones menores de su país. Barreto integró una preselección nacional Sub-20, con Adrián Coria, pero no integró la lista definitiva que jugó el sudamericano de Perú en 2011, clasificatorio para el Mundial de Colombia.
En junio de 2008, Fabiano Carpegiani fundador de Grupo Carpegiani quedó impresionado con el talento del joven atleta y ofreció la oportunidad de integrar las categorías básicas del Grêmio (Sub-15 a Sub-20). Debutó en febrero de 2011 en primera en un partido del campeonato estatal, solo jugó dos partidos en septiembre en el equipo principal durante Campeonato Brasileño siendo relegado en varias ocasiones a la sub-20 y la reserva.
Diego Fabián llegó al Flamengo en enero del 2012 e integró la sub-20 y la reserva; siendo tenido en cuenta en la primera en octubre del 2012 Luego de ser ofrecido por el Grupo Carpegiani al Olimpia pasa a prestar sus servicios a dicha institución.
Al no ser tenido en cuenta en Olimpia y acercarse la terminación de su contrato, en enero del 2015 ficha por el Capiatá por 1 temporada.

## Clubes
| Club                | País      | Año         |
| ------------------- | --------- | ----------- |
| Grêmio              | Brasil    | 2011-2012   |
| Flamengo            | Brasil    | 2012-2013   |
| Olimpia             | Paraguay  | 2014        |
| Deportivo Capiatá   | Paraguay  | 2015        |
| General Díaz        | Paraguay  | 2016        |
| Alianza Petrolera   | Colombia  | 2017 - 2018 |
| Atlético Huila      | Colombia  | 2019        |
| Club River Plate    | Paraguay  | 2020        |
| Sportivo Iteño      | Paraguay  | 2021        |
| Comunicaciones F.C. | Guatemala | 2022-2023   |
| Sportivo Ameliano   | Paraguay  | 2023-2024   |
| Oriente Petrolero   | Bolivia   | 2024        |